# Parafia Świętej Trójcy w Szemrowicach
Parafia Świętej Trójcy – rzymskokatolicka parafia położona przy ulicy Cichej 2 we wsi Szemrowice (gmina Dobrodzień). Parafia należy do dekanatu Dobrodzień w diecezji opolskiej.

## Historia parafii
Do 1925 roku duszpasterstwo na terenie Szemrowic prowadzili księża z parafii św. Marii Magdaleny w Dobrodzieniu. W 1925 roku została erygowana parafia. Obecny kościół parafialny wybudowano w latach 1967–1972 za ówczesnego proboszcza ks. Zbigniewa Donarskiego, w miejsce spalonego 25 maja 1965 roku, kościółka modrzewiowego pochodzącego z XVI wieku. Świątynia została konsekrowana przez ks. biskupa Franciszka Jopa w dniu 8 października 1972 roku.
Proboszczem parafii jest ks. Norbert Matuszek.

## Liczebność i zasięg parafii
Parafię zamieszkuje 800 mieszkańców, swym zasięgiem duszpasterskim obejmuje ona miejscowości:
- Szemrowice,
- Kocury,
- Malichów,
- Warłów.

### Szkoły i przedszkola
- Publiczna Szkoła Podstawowa w Szemrowicach,
- Publiczne Przedszkole w Szemrowicach[4].

## Inne kościoły i kaplice
Do parafii należy, znajdująca się na terenie Szemrowic, kaplica św. Sebastiana.

## Duszpasterze

### Proboszczowie po 1945 roku
- ks. Engelbert Henczyca,
- ks. Henryk Czerwionka,
- ks. Czesław Tryba,
- ks. Zbigniew Donarski,
- ks. Jerzy Koptoń,
- ks. Henryk Malorny
- ks. Norbert Matuszek

### Wikariusze
- ks. Wiesław Szeląg[2].